# رابطة سطيف لكرة القدم
رابطة سطيف لكرة القدم هي الرابطة الولائية التابعة لمنطقة سطيف، الجزائر. والمسابقات المتعلقة بهذه الرابطة هي:
- القسم ما قبل الشرفي لكرة القدم.
- القسم الشرفي لكرة القدم.
- كأس سطيف لكرة القدم.